# Tần An
Tần An (chữ Hán phồn thể: 秦安縣, chữ Hán giản thể: 秦安县) là một huyện thuộc địa cấp thị Thiên Thủy, tỉnh Cam Túc, Cộng hòa Nhân dân Trung Hoa. Huyện này có diện tích 1601 km², dân số năm 2004 là 600.000 người. Huyện lỵ đóng ở trấn Hưng Quốc. Mã số bưu chính là 741600. Về mặt hành chính, huyện này được chia thành 1 trấn, 21 hương.
- Trấn: Hưng Quốc.
- Hương: Trịnh Xuyên, Lưu Bình, Lũng Thành, Ngũ Dinh, Trung Sơn, Liên Hoa, Hảo Địa, Diệp Bảo, An Phục, Quách Gia, Điếu Loan, Ngụy Điếm, Vương Phủ, Tây Xuyên, Thiên Hộ, Vương Diêu, Vân Sơn, Vương Duẫn, Hưng Phong, Cổ Thành và Quách Tập.